# International Legal English Certificate
Lo International Legal English Certificate (ILEC) (Certificato internazionale di inglese giuridico) è stata una certificazione di conoscenza della Lingua inglese di livello superiore dedicata ai giuristi, che valutava le competenze linguistiche in ambito legale. Il rilascio di questa certificazione è stato interrotto nel dicembre 2016.

## Riconoscimenti internazionali
L'ILEC era uno dei certificati rilasciati dalla University of Cambridge ESOL Examinations ed era stato sviluppato in collaborazione con TransLegal. Si collocava nel Quadro comune europeo di riferimento per la conoscenza delle lingue al livello C1 e B2 ed era riconosciuto dall'ECLA, dall'ELSA, dall'AIJA e dall'EYBA.

## Struttura dell'esame
L'esame per il conseguimento dell'ILEC era articolato in quattro prove:  test of reading (prova di lettura e comprensione),  test of writing (prova di scrittura),  test of listening (prova di ascolto e comprensione) e  test of speaking (prova di conversazione).
Ogni prova era basata su situazioni realistiche e questioni analoghe a quelle che ci si poteva attendere di incontrare nella vita lavorativa di un professionista dell'area legale e in particolare del settore del Diritto commerciale internazionale.

## Valutazioni e risultati
Le valutazioni dell'Esame erano articolate in una scala di cinque possibili esiti. Tre valutazioni positive: C1 Pass with Merit (superato con merito, C1 Pass (superato) e B2 Pass (superato) e due valutazioni negative: Narrow Fail (lieve insufficienza) e Fail (insufficienza). La valutazione complessiva che ciascun candidato poteva conseguire nell'ILEC era basata sulla somma di tutti i punteggi conseguiti nelle quattro prove.